# سيرجيو رودريغيز (لاعب كرة قدم)
سيرجيو رودريغيز (بالإسبانية: Sergio Rodríguez Cidoncha)‏ (و. 1989  م) هو لاعب كرة قدم، من إسبانيا، ولد في مريدا، يلعب كمُدَافِع.

## روابط خارجية
- سيرجيو رودريغيز على موقع قاعدة بيانات كرة القدم.إي يو (الإنجليزية)
- سيرجيو رودريغيز على موقع Soccerway.com (الإنجليزية)
- سيرجيو رودريغيز على موقع AS.com (الإسبانية)